# 1844 en droit
Cet article présente les faits marquants de l'année 1844 en droit.

## Événements
- Indépendance du Texas vis-à-vis du Mexique.
- L’asantehene Kwaku Dua interdit l’accès de Kumasi aux musulmans étrangers (1844-1896).
- Pays-Bas : une proposition de révision de la constitution avancée par Thorbecke et huit députés libéraux est rejetée. Guillaume II des Pays-Bas préfère s’appuyer sur les modérés et fait appel à Floris van Hall pour redresser les finances de l’État.
- Au Royaume-Uni, la journée de travail des enfants de 9 à 13 ans est limitée à 6 heures trente[1].

### Février
- 1er février : création d'une direction des Affaires arabes supervisant les bureaux arabes locaux dans les provinces d'Alger, Oran et Constantine.

### Mars
- 6 mars : accord (Bond) entre  les Britanniques et les peuples côtiers de la Gold Coast. Les chefs fanti reconnaissent les apports positifs de l’administration britannique en matière de droit, s’engagent à renoncer aux « sacrifices humains et autre coutumes barbares » et à veiller à ce que « les coutumes du pays se moulent sur les principes généraux de la Loi Britannique ».
- 16 mars : la Grèce adopte une Constitution créant un Parlement bicaméral et une monarchie constitutionnelle. Les élections législatives se préparent dans un climat de guerre civile, qui n’est évitée que par la révocation du cabinet Mavrocordato et la nomination par le roi Othon Ier de Grèce d’un gouvernement dirigé par le francophile Kolettis.

### Juin
- 7 juin, Royaume-Uni : loi de fabrique (Factory Act) pour améliorer la condition ouvrière (mise en application le 10 septembre).

### Juillet
- 5 juillet, France : loi sur les brevets d’invention.
- 19 juillet : Bank Charter Act. La Banque d'Angleterre reçoit le monopole de l’émission de billets. Le Currency Principle Act l’oblige à conserver une encaisse-or correspondant au tiers de la masse de billets en circulation. Par sa stabilité, la livre sterling suscite la confiance et devient une monnaie internationale, tandis que Londres s’impose comme le premier marché de l’or et la première place financière mondiale.

## Décès
- 15 septembre : Gustav von Hugo, juriste et historien allemand du droit, (° 23 novembre 1764).
- 21 décembre : Sebald Brendel, juriste allemand (° 8 septembre 1780).